# 三浦結加
三﨑 結加（みさき ゆいか）は、日本の女優。大阪府出身。サンオフィス所属。
2018年 湘南ベルマーレの「ベルマーレクイーン」に選ばれる。
| 三﨑 結加 | 三﨑 結加 |
| --------- | --------- |
| 誕生日    | 7月10日   |
| 血液型    | O型       |
| 出身地    | 大阪府    |
| 身長      | 158cm     |

## 人物
趣味は写真撮影、ゲーム（特にポケットモンスターシリーズ）。
特技はスーパーボールすくい、着物の着付け。高校時代は陸上部に所属し、走高跳の選手として活躍した。
2018年の「ベルマーレクイーン」として、スタジアムやイベント会場などでの広報活動を1年間行った。

## 出演

### 舞台
- 2018年03月 「リバーサイドストーリー　～ネコの世界～」
- 2018年09月「Like a Child」
- 2018年10月「夜を徘徊」
- 2019年04月「見えないサポーター」
- 2019年12月「地図から消されたウサギ島」
- 2020年03月「お部屋探します。」
- 2020年08月「三学演義」

### ミュージックビデオ
- 2017年03月 9mm Parabellum Bullet「眠り姫」

### CM
- 2017年08月 「星のドラゴンクエスト　～みんなで大決戦！　ゾーマ襲来編～」